# Ch-25
Die Ch-25 (russisch Х-25, NATO-Codename AS-10 Karen) ist eine überschallschnelle, taktische Luft-Boden-Rakete aus sowjetischer Produktion.

## Entwicklung
Die Entwicklung begann in den späten 1960er Jahren im staatlichen Konstruktionsbüro Swesda. Mit der Ch-25 sollte die problembehaftete Ch-66 ersetzt werden. Die ersten Schießversuche wurden 1973 durchgeführt. Das System wurde im Jahre 1976 bei den russischen Luftstreitkräften eingeführt. Ebenso entstand auf der Basis der Ch-25 die Antiradarrakete Ch-25P. Die Ch-25 ist das russische Pendant der amerikanischen AGM-65 Maverick.

## Technik
Die Ch-25 ist modular aufgebaut und besteht aus folgenden Komponenten: Suchkopf, SUR-73-Autopilot, Sprengkopf sowie PRD-228-Raketenmotor. Vom Suchkopf und dem Sprengkopf existieren verschiedene Modelle, die mit den restlichen Komponenten kombiniert werden können. Es existiert der 140 kg schwere F-27-Splittergefechtskopf sowie der 90 kg schwere F25-Mehrzweckgefechtskopf mit Penetrations- und Splitterwirkung. Seit 2010 existiert ein Tandem-Gefechtskopf, bestehend aus einer Vorhohlladung und einem Splittergefechtskopf. Dieser dient zur Bekämpfung von verbunkerten Betonbauten. Die Vorhohlladung kann 1 m Stahlbeton durchschlagen. Der Splittergefechtskopf folgt durch die entstandene Öffnung und detoniert im Gebäudeinneren. Durch den modularen Aufbau kann die Ch-25 gegen ein großes Spektrum taktischer Ziele, wie Panzerfahrzeuge, Flugabwehr, Schiffe, Transporteinrichtungen, Verkehrsanlagen und verbunkerte Anlagen eingesetzt werden. Die Ch-25 wurde laufend der aktuellen Bedrohungslage angepasst und verbessert.
Der Streukreisradius (CEP) der Ch-25 liegt je nach Version und Schussdistanz bei 1,5–9 m. Die Ch-25 kann in einem Höhenbereich von 30–12.000 m, bei Geschwindigkeiten von 200–1.250 km/h gestartet werden. Die minimale Schussdistanz liegt je nach Version bei 2–2,5 km. Die Raketen können von den AAP-68, AAP-68UM, AAP-68-85 Startschienen sowie von der Universalstartschiene APU-68U eingesetzt werden.

## Varianten
- 1. Generation
  - Ch-25R: Mit Funk-Kommandolenkung, Reichweite 8 km. Eingeführt 1976.
  - Ch-25L: Mit semiaktiver Laserlenkung, Reichweite 10 km.
  - Ch-25P: Antiradarrakete, NATO-Codename: AS-12 Kegler.

- 2. Generation
  - Ch-25MR: Verbesserte Ch-25R, Reichweite 8–12 km. Eingeführt 1981.
  - Ch-25ML: Verbesserte Ch-25L, Reichweite 8–12 km.
  - Ch-25MT: Mit TV-Kommandolenkung, Reichweite 20 km.
  - Ch-25MTP: Version mit abbildendem Infrarot-Suchkopf für den Nachteinsatz, Reichweite 20 km.

- 3. Generation
  - Ch-25MA: Mit INS und aktivem Radarsuchkopf im Ku-Band (18–40 GHz), Reichweite 40 km. Vorgestellt 1999
  - Ch-25MAE: Exportversion der Ch-25MA.
  - Ch-25MS: Mit INS und GLONASS Steuerung, Reichweite 40 km. Vorgestellt 2005.
  - Ch-25MSE: Exportversion der Ch-25MS.

## Einsatz
Die Ch-25 kamen bei verschiedenen kriegerischen Auseinandersetzungen zum Einsatz: Erster Golfkrieg, Sowjetisch-Afghanischer Krieg, Jugoslawienkrieg, Tschetschenienkrieg, Kaukasuskrieg 2008, bei Konflikten auf dem afrikanischen Kontinent und im Syrischen Bürgerkrieg.

## Plattformen
Flugzeuge:
- Jakowlew Jak-38 (NATO-Codename Forger A)
- Mikojan-Gurewitsch MiG-23 (Flogger)
- Mikojan-Gurewitsch MiG-27 (Flogger D)
- Mikojan-Gurewitsch MiG-29 (Fulcrum)
- Suchoi Su-17 (Fitter)
- Suchoi Su-20 (Fitter)
- Suchoi Su-22 (Fitter)
- Suchoi Su-24 (Fencer)
- Suchoi Su-25 (Frogfoot)
- Suchoi Su-27 (Flanker)
- Suchoi Su-30 (Flanker)
- Suchoi Su-34 (Fullback)
- Suchoi Su-39 (Frogfoot)

Helikopter:
- Kamow Ka-50 Tschjornaja Akula (Hokum A)
- Kamow Ka-52 Alligator (Hokum B)